# Schloss Allmendingen (Deutschland)
Schloss Allmendingen, bestehend aus Altem und Neuen Schloss, liegt zentral im Ortsteil Großallmendingen der Gemeinde Allmendingen im Alb-Donau-Kreis.

## Geschichte

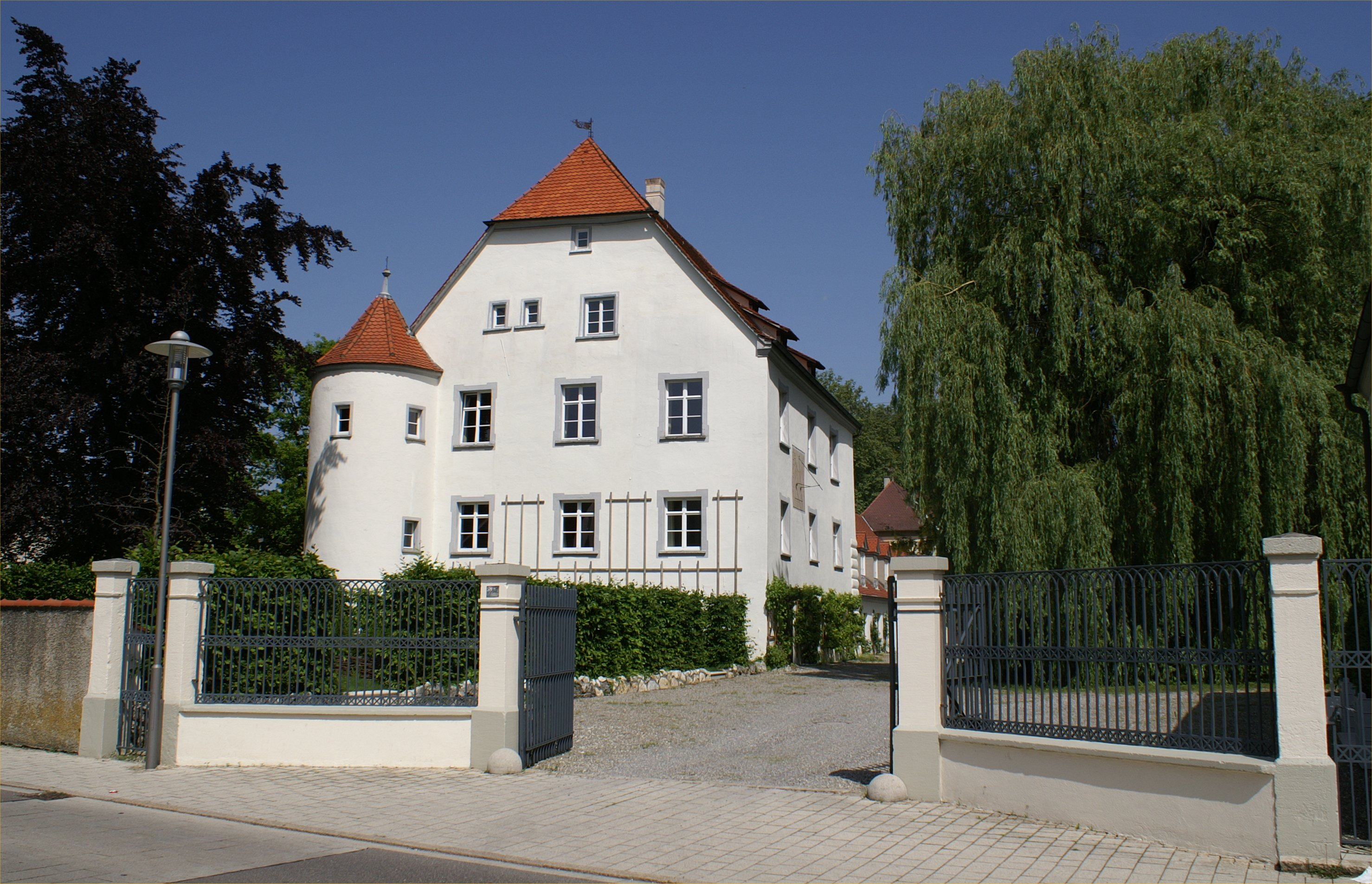
Altes Schloss Allmendingen

Die genaue Erbauungszeit des als Wasserschloss konzipierten Alten Schlosses ist nicht bekannt. 1516 wird der kaiserliche Rat und Kommissar Johannes Renner als Besitzer des Allmendinger Schlosses genannt. Möglicherweise handelte es sich hierbei um die Burg Allmendingen. Gesichert ist, dass 1527 die Familie Renner nach Ehingen wegzogen, da das alte "Schlösschen" verfallen war. Ob die Familie Renner oder die Freiherren von Freyberg zu Altheim mit dem Bau des Alten Schlosses begannen ist damit nicht gesichert. Die Familie Renner verkaufte 1593 nach Streitigkeiten mit dem Kloster Urspring ihren Anteil an Allmendingen an die Stadt Ehingen für die Summe von 70.000 Gulden. Als Hintergrund des Kaufs wird die Befürchtung Ehingens, dass Allmendingen protestantisch werden könnte, vermutet. Im selben Jahr veräußerte Ehingen den ehemaligen Besitz der Familie Renner in Allmendingen an Hans Walter von Freyberg zu Altheim, so dass der Baubeginn des Alten Schlosses in dieser Zeit vermutet werden kann. Der Querbau, das Neue Schloss, wurde 1783 bis 1784 von den Herren Freyberg-Eisenberg zu Allmendingen erbaut, in deren Besitz es sich heute noch befindet. Der Park hinter dem Schloss wurde im letzten Drittel des 19. Jahrhunderts angelegt. Nach dem Bau des Neuen Schlosses durch die Freiherren von Freyberg-Eisenberg zu Allmendingen wurde das Alte Schloss durch den "Langen Bau" 1784 mit dem Neuen Schloss verbunden.
Heutiger Eigentümer des Schlosses ist Ernst von Freyberg (Stand 2012).

## Anlagenbeschreibung

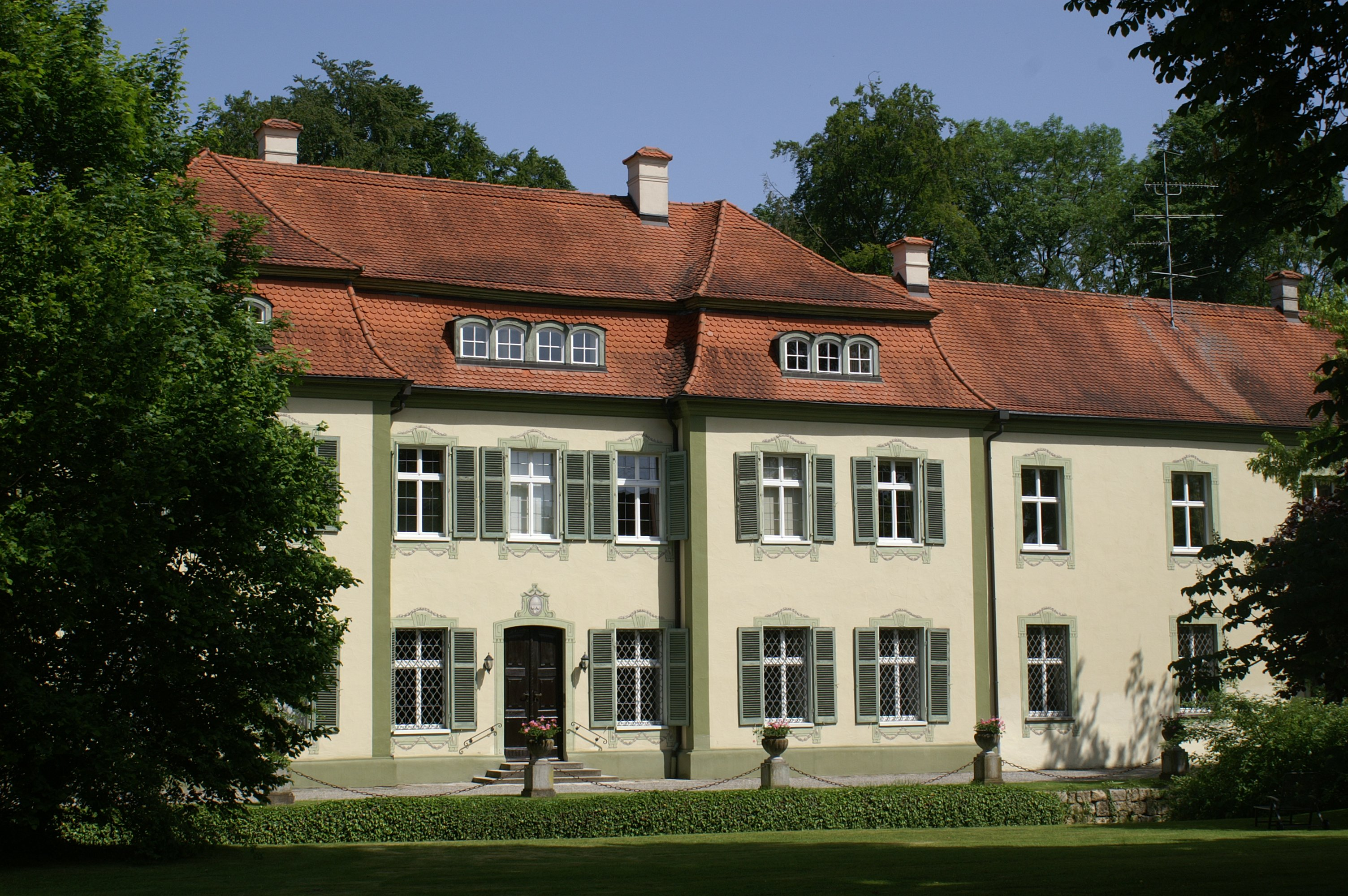
Neues Schloss Allmendingen

Eine historische Beschreibung erwähnt das Alte Schloss als Wasserschloss, das rundum von Gräben umgeben war. An der Westseite, der heutigen Straßenseite, befanden sich zwei Türme. Einer davon ist heute noch erhalten. An der Ostseite befand sich an Stelle des "Langen Baus" ein Treppenturm. Die Zugbrücke über den Wassergraben führte auf diesen zu. Der heutige Zugang befindet sich auf der Nordseite. Auf der Ostseite vor der Zugbrücke soll sich ein gepflasterter Platz befunden haben, auf dem ein Brunnen stand. Weiter werden als Wirtschaftsgebäude Stallungen, ein Viehstall, Wagenhaus, eine Pfisterei und ein Garten erwähnt. Hinter der Pfisterei wird ein kleiner Lustgarten mit Sommerhaus und einem Waschhaus beschrieben. Anstelle des 1784 errichteten "Langen Baus" wird ein Fachwerkbau erwähnt. Zwischen Fachwerkbau und Schloss soll sich bereits damals ein langer, mit Holz gedeckter Gang befunden haben. Durch die Errichtung des "Langen Baus" 1784 verschwanden die erwähnten Gebäude. Kernanlage des Neuen Schlosses ist der dreiflügelig angelegte Schlossbau. Nachträglich wurde das Neue Schloss mit dem Alten Schloss mittels einer als "Langer Gang" benannten Verlängerung des Nordflügels verbunden. Östlich des Neuen Schlosses befindet sich der kleine Schlossgarten, nördlich die Schlosskapelle. In der Schlosskapelle befindet sich ein Grabstein der Walburga von Kopenhagen (gestorben 1789).